# Mu Cancri
Mu Cancri (10 Cancri) é uma estrela na direção da constelação de Cancer. Possui uma ascensão reta de 08h 07m 45.84s e uma declinação de +21° 34′ 55.1″. Sua magnitude aparente é igual a 5.30. Considerando sua distância de 76 anos-luz em relação à Terra, sua magnitude absoluta é igual a 3.46. Pertence à classe espectral G2IV.